# Římský salát
Římský salát (botanicky Lactuca sativa L. var. longifolia) je rostlina pěstovaná jako listová zelenina k přípravě zeleninových salátů, jedna z variet lociky seté.

## Popis

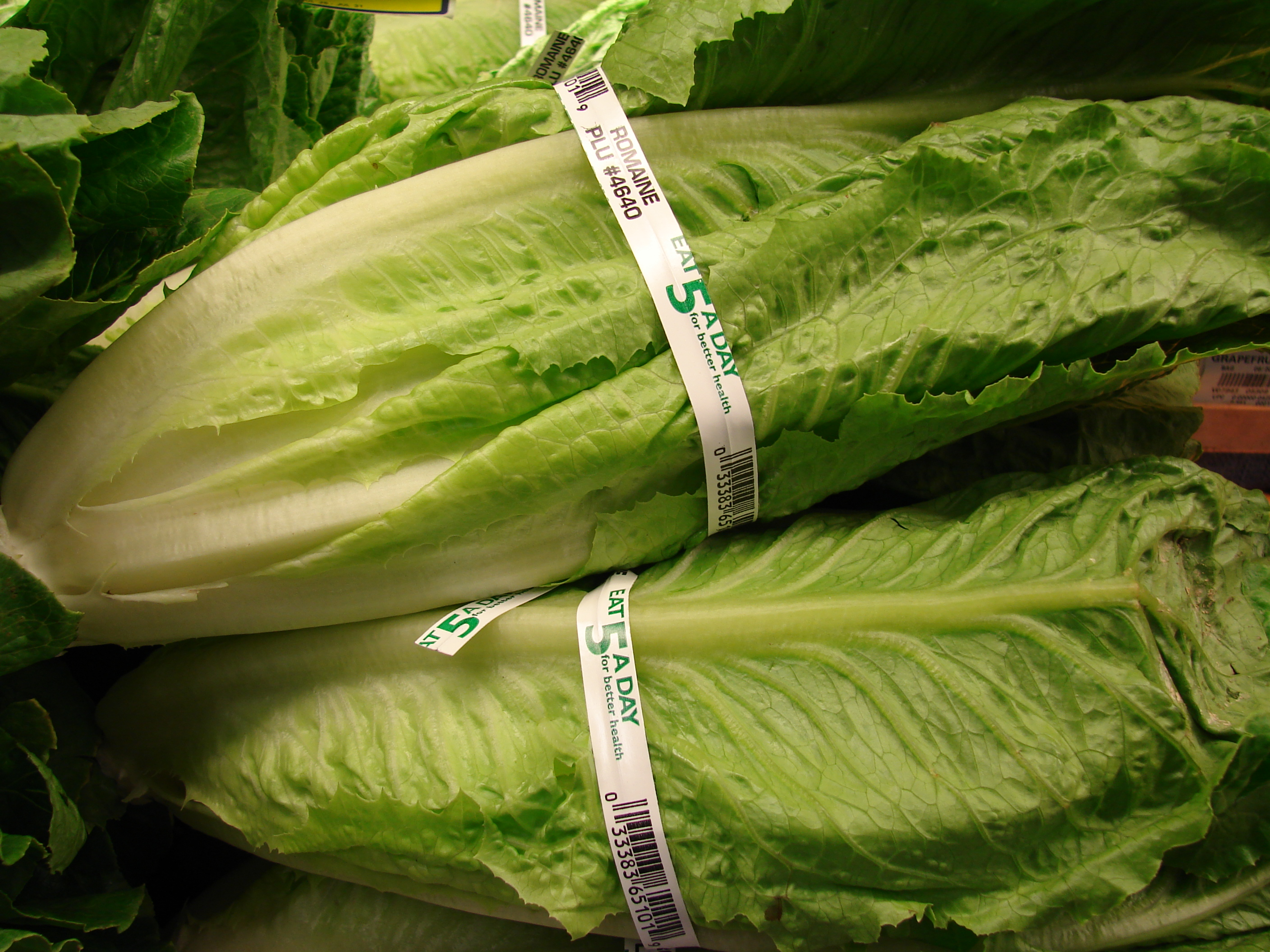
Sklizené rostliny římského salátu

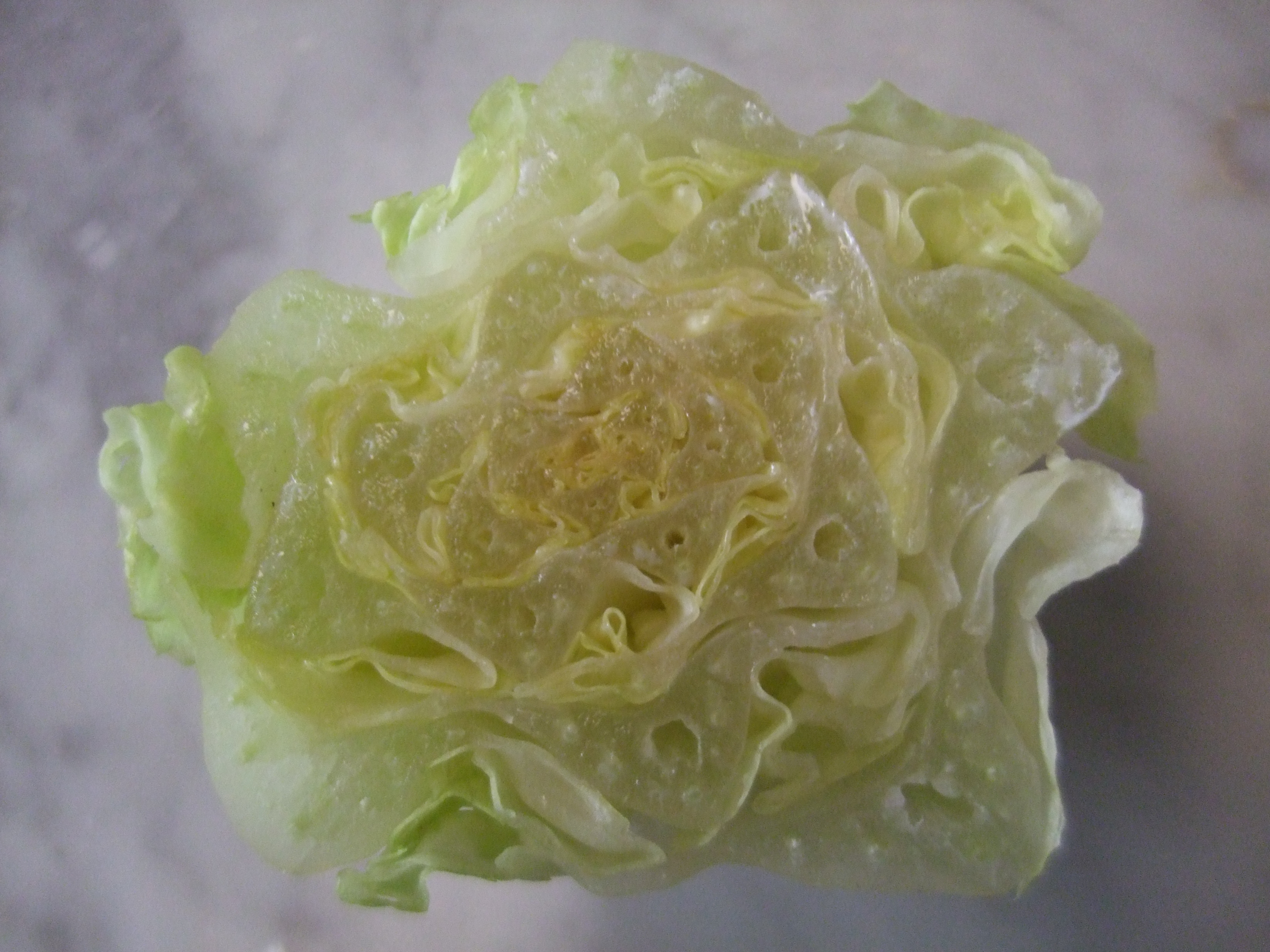
Římský salát v řezu

Římský salát má sytě zelené, křehké listy podlouhlého úzkého tvaru.

### Složení
Římský salát obsahuje lactucin, který příznivě ovlivňuje trávení, uklidňuje mysl a uvolňuje křeče. Bohatý je na železo, vitaminy B, vitamin C, karoten nebo vlákninu.

### Botanika
Rostlina Lactuca sativa L. var. longifolia náleží k druhu locika setá a je tak příbuzná například s hlávkovým nebo ledovým salátem.

## Kulinářství
Římský salát se používá ve studené kuchyni k přípravě různých salátů. Je například tradiční ingrediencí salátu Caesar. Méně tradičně lze také tento salát osmahnout, dusit, zapékat nebo grilovat a může posloužit jako ingredience také do polévky.

## Pěstování
Římský salát má velkou výtěžnost na plochu a nevadí mu husté osázení. Sází se do řádků vzdálených asi 10 cm, na přelomu jara a léta nebo na podzim. Po vzejití se rostlinky rozsazují asi 2,5 cm od sebe. Salát vyžaduje dostatek vláhy a kromě pravidelného zalévání by měl mít půdu schopnou udržet vlhkost. Zalévat by se měl spíše ráno, aby listy co nejrychleji uschly a snížila se možnost nákazy houbami, půdu by měl mít úrodnější. Úroda se sklízí seříznutím rostliny asi 2,5 cm nad zemí, kdy má sklízená část rostliny alespoň 8 cm délku. 3 až 8 týdnů nato vydá ta samá rostlina ještě druhou úrodu. Římský salát odolává lépe chladnému počasí než jiné variety lociky seté.